# José Martins
José Martins Freitas (Golães, Fafe, 19 de septiembre de 1951) fue un ciclista portugués que fue profesional entre 1971 y 1979. En su palmarés destacan dos etapas de la Vuelta en Cataluña y la Clásica de Sabiñánigo de 1977.

## Palmarés
1972
- 2º en la Vuelta a Portugal

1973
- 3º en la Vuelta a Portugal

1974
- 2 etapas de la Volta a Cataluña

1975
- Vuelta a los Valles Mineros
- 3º en el Campeonato de Portugal en Ruta

1977
- Clásica de Sabiñánigo

1980
- 1 etapa de la Vuelta en Portugal

### Resultados en el Tour de Francia
- 1973. 33º de la clasificación general
- 1976. 12º de la clasificación general
- 1977. 17º de la clasificación general
- 1978. 22º de la clasificación general

### Resultados en la Vuelta a España
- 1973. 38è de la clasificación general
- 1975. 8è de la clasificación general
- 1976. 15è de la clasificación general
- 1978. 20è de la clasificación general